# Peter Waterfield
Peter Graham Waterfield (* 12. März 1981 in Walthamstow) ist ein britischer Wasserspringer. Er startet für den Verein Southampton Diving Club in den Disziplinen 1-m- und 3-m-Kunst-, 10-m-Turm- und Synchronspringen.
Er nahm an drei Olympischen Spielen teil. 2000 in Sydney wurde er zusammen mit Leon Taylor Vierter im 10-m-Synchronspringen, 2004 in Athen gewann das Duo die Silbermedaille, 2008 in Peking erreichte er im 10-m-Turmspringen Rang 13. Waterfield ist damit der erste britische Gewinner einer Olympiamedaille seit Brian Phelps im Jahr 1960.
An Schwimmweltmeisterschaften nahm Waterfield erstmals 1998 teil. Bei den Weltmeisterschaften 2005 in Montreal gewann er die Bronzemedaille im 10-m-Synchronspringen. Eine weitere gute Platzierungen erreichte er mit einem vierten Platz vom 1-m-Brett 2009 in Rom. Auch bei Schwimmeuropameisterschaften konnte Waterfield Medaillen gewinnen. 1999 in Istanbul und 2000 in Helsinki erreicht er jeweils im 10-m-Synchronspringen die Bronzemedaille.
Im 10-m-Turmspringen gewann er bei den Commonwealth Games 2002 Gold und 2006 Silber. Zudem konnte er drei Titel bei Britischen Meisterschaften gewinnen.
Seit dem Jahr 2011 springt Waterfield in 10-m-Synchronwettbewerben zusammen mit Turm-Weltmeister Tom Daley. Das Duo soll zusammen bei den Olympischen Spielen 2012 in London um die Medaillen springen.